# Ogólnopolski Festiwal Komedii Talia
Ogólnopolski Festiwal Komedii Talia – coroczny festiwal teatralny, odbywający się jesienią w Tarnowie. 
Organizatorem festiwalu Talia jest tarnowski Teatr im. Ludwika Solskiego, pomysłodawcą i inicjatorem powstania festiwalu był Andrzej Pacuła.
Nazwa festiwalu pochodzi od imienia greckiej muzy komedii – Talii.  Impreza odbywa się cyklicznie począwszy od 1995 roku. W ramach festiwalu przeprowadzany jest konkurs na najlepszą komedię oraz imprezy towarzyszące: wystawy, koncerty, przeglądy kabaretowe i spektakle pozakonkursowe.
W 2009 roku zmieniono formę wyboru najlepszego przedstawienia, najlepszy spektakl wybiera publiczność w drodze głosowania. Wcześniej zwycięzcę wyłaniało jury festiwalu. W 2004 roku odbył się Międzynarodowy Festiwal Komedii Talia.